# Монтегрино Валтраваља
Монтегрино Валтраваља (итал. Montegrino Valtravaglia) је насеље у Италији у округу Варезе, региону Ломбардија.
Према процени из 2011. у насељу је живело 340 становника. Насеље се налази на надморској висини од 520 м.

## Становништво
Према резултатима пописа становништва 2011. у општини је живело 1.414 становника.
| 1931. | 1936. | 1951. | 1961. | 1971. | 1981. | 1991. | 2001. | 2011. |
| ----- | ----- | ----- | ----- | ----- | ----- | ----- | ----- | ----- |
| 1.267 | 1.117 | 1.036 | 946   | 916   | 989   | 1.120 | 1.183 | 1.414 |